# عبادله (روستا)
 عبادله  به عربی ( العِبادِلَة )، روستایی است در دهستان المقاطر از توابع استان شبوه در کشور یمن در شبه جزیره عربستان.

## جمعیت
جمعیت آن ( ۷۷ ) نفر ( ۶ خانوار) می‌باشد.